# ロマニャーノ・アル・モンテ
ロマニャーノ・アル・モンテ（伊: Romagnano al Monte）は、イタリア共和国カンパニア州サレルノ県にある、人口約400人の基礎自治体（コムーネ）。

## 地理

### 位置・広がり

#### 隣接コムーネ
隣接するコムーネは以下の通り。括弧内のPZはポテンツァ県所属を示す。
- バルヴァーノ (PZ)
- ブッチーノ
- リチリアーノ
- サルヴィテッレ
- サン・グレゴーリオ・マーニョ
- ヴィエトリ・ディ・ポテンツァ (PZ)